# محمد أسعد بولكات
محمد أسعد باشا (بالتركية: Mehmet Esat Bülkat)‏ (18 أكتوبر 1862 – 2 نوفمبر 1952)، عرف باسم محمد أسعد بولكات بعد إصدار قانون الكنية عام 1934، كان جنرال عثماني نشط خلال حرب البلقان الأولى عندما قاد فيلق يانيه، وفي الحرب العالمية الأولى حيث كان القائد العثماني الأبرز في حملة الدردنيل. وبعد هدنة مودروس، وحتى تقاعده في 22 نوفمبر 1919، شغل منصب المفتش العام في الجيش الثاني المُسرح تقريباً. في عام 1920، تولى أسعد باشا منصب وزير البحرية في مجلس وزراء خلوصي صالح باشا الذي لم يدم طويلاً. توفي في إسطنبول عام 1952.